# Opendataportaal van de EU
Het opendataportaal van de Europese Unie is een portaal dat toegang geeft tot data van instellingen, agentschappen en andere organen van de Europese Unie. Het portaal is een onderdeel van de EU-strategie voor open data.

## Rechtsgrond en totstandkoming
In december 2012 is een bètaversie van het portaal van start gegaan, nadat de Commissie op 12 december 2011 (Besluit 2011/833/EU betreffende het hergebruik van documenten van de Commissie) formeel had besloten de toegankelijkheid en het hergebruik van EU-gegevens te bevorderen.
Het portaal wordt beheerd door het Bureau voor publicaties van de Europese Unie, terwijl de uitvoering van de opendatabeleid onder de verantwoordelijkheid van het directoraat-generaal Communicatienetwerken, Inhoud en Technologie van de Europese Commissie valt.

## Kenmerken
Iedereen mag de gegevens op het portaal gratis downloaden, verwerken en verspreiden, ook voor commerciële doeleinden. Zoeken kan via de metadatacatalogus. Via deze catalogus krijgen gebruikers toegang tot data op websites van instellingen, agentschappen en andere organen van de EU.
Semantische technologie biedt nieuwe mogelijkheden. Zoeken in de metadata kan interactief (via de tab "Data") of met een SPARQL-zoekopdracht (tab "Linked data").
Op het portaal staan ook voorbeelden van applicaties die met de open data zijn gemaakt.

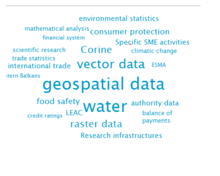

Bezoekers kunnen laten weten welke data zij graag op het portaal zouden vinden, ze kunnen feedback geven over de kwaliteit van de beschikbare data en met andere gebruikers hun toepassingen delen.

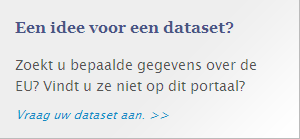
Gebruikers kunnen aangeven welke gegevens zij graag op het portaal zouden vinden.

De website bestaat in de 24 officiële talen van de EU, terwijl de meeste metadata maar in een beperkt aantal talen beschikaar zijn (Engels, Frans en Duits). Sommige metadata (bijvoorbeeld namen van de gegevensverstrekkers, geografische dekking) zijn wel in 24 talen vertaald op basis van standaardvocabularia.

## Gebruiksvoorwaarden
De meeste data die via het Europese opendataportaal toegankelijk zijn, vallen onder de juridische voorwaarden van de Europa-website en kunnen gratis worden gebruikt, ook voor commerciële doeleinden, mits de bron wordt vermeld. Voor een klein aantal datasets gelden specifieke voorwaarden voor hergebruik, hoofdzakelijk met betrekking tot de bescherming van intellectuele-eigendomsrechten.

## Beschikbare data
Het portaal bevat allerlei hoogwaardige open data voor uiteenlopende EU-beleidsterreinen, zoals ook omschreven in het Open Data Charter van de G8: economie, werkgelegenheid, wetenschap, milieu, onderwijs enz.
Tot dusverre hebben zo'n 70 Europese instellingen, instanties of diensten (waaronder Eurostat, het Europees Milieuagentschap, het Gemeenschappelijk Centrum voor onderzoek, allerlei directoraten-generaal van de Europese Commissie en tal van EU-agentschappen) datasets beschikbaar gesteld, in totaal meer dan 11700.
Het portaal geeft toegang tot die open data en bevat applicaties die met de data zijn gemaakt.

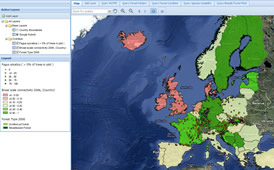
De Map Viewer van het EFDAC is gemaakt door het Gemeenschappelijk Centrum voor onderzoek. Het is een webtoepassing waarop de bezoeker kaartgegevens en afgeleide datasets van het EFDAC kan doorzoeken en visualiseren.

## Structuur van het portaal
Het portaal is opgebouwd met opensourcemateriaal, zoals het contentmanagementsysteem Drupal en de door de Open Knowledge Foundation ontwikkelde datacatalogussoftware CKAN. Virtuoso wordt gebruikt als RDF-database en het portaal heeft een SPARQL-endpoint.
De metadatacatalogus is gebaseerd op internationale normen zoals de Dublin Core, het DCAT-vocabularium en het schema voor de beschrijving van metadata ADMS.